# Еберсбах (Саксонія)
Еберсбах (нім. Ebersbach/Sa.) — місто у Німеччині, у землі Саксонія. Підпорядковане адміністративному округу Дрезден. Входить до складу району Герліц. 
Населення - 8 630 осіб (на 31 грудня 2006). Площа - 14,89 км². 
Офіційний код — 14 2 86 070. 

## Адміністративний поділ
Місто поділяється на 17 міських районів. 